# Pacaembu (ort)
Pacaembu är en ort i Brasilien.   Den ligger i kommunen Pacaembu och delstaten São Paulo, i den södra delen av landet, 700 km sydväst om huvudstaden Brasília. Pacaembu ligger 417 meter över havet och antalet invånare är 10 101.
Terrängen runt Pacaembu är platt. Närmaste större samhälle är Junqueirópolis, 18,6 km väster om Pacaembu.
Trakten runt Pacaembu består i huvudsak av gräsmarker. Runt Pacaembu är det ganska glesbefolkat, med 28 invånare per kvadratkilometer.